# Govern de la República d'Estònia
El Govern de la República d'Estònia —en estonià: Vabariigi Valitsus— és el gabinet de ministres del país. Segons la Constitució, exerceix el poder executiu de conformitat amb la pròpia Constitució i les lleis d'Estònia.
El gabinet implementa la política interior i exterior del país, definida pel parlament; dirigeix i coordina el treball de les institucions governamentals i assumeix la responsabilitat total per tot el que ocorre dins de l'àmbit del poder executiu. El govern, encapçalat pel primer ministre, representa així la conducció política del país i pren decisions en nom de tot el poder executiu.

## Funcions
Les següents funcions són atribuïdes al gabinet per la Constitució d'Estònia:
- Executa les polítiques interiors i exteriors de l'Estat.
- Dirigeix i coordina les activitats dels organismes governamentals.
- Administra la implementació de les lleis, resolucions del Riigikogu (Parlament) i disposicions del president de la República d'Estònia.
- Presenta projectes de llei i sotmet tractats internacionals al Riigikogu per a la seva ratificació o denúncia.
- Elabora el projecte de pressupost de l'Estat i el presenta al Riigikogu, n'administra l'execució i ret comptes davant del Riigikogu sobre el seu compliment.
- Emet reglaments i ordres amb base en la llei i per a la seva execució.
- Gestiona les relacions amb altres Estats.
- Exerceix altres funcions que la Constitució i les lleis atribueixen al Govern de la República.

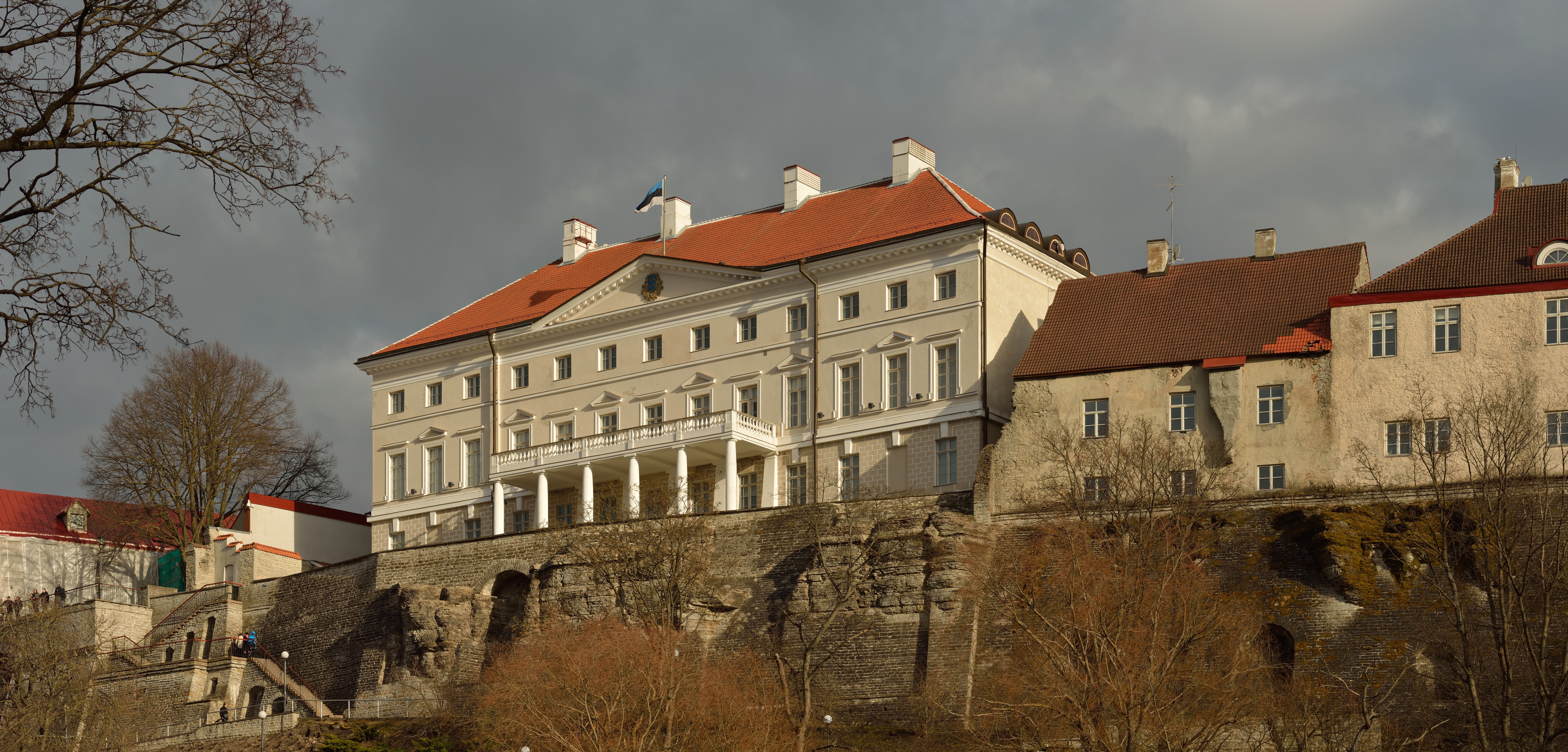
La Casa Stenbock, seu del govern estonià

A diferència d'altres gabinets en la majoria dels règims parlamentaris, el Govern d'Estònia és tant l'autoritat executiva de iure com de facto. En molts sistemes parlamentaris, el cap d'estat és formalment el cap del poder executiu, encara que està obligat per convenció a actuar conforme al consell del gabinet.  A Estònia, no obstant això, la Constitució assigna explícitament el poder executiu al Govern, no al president.

## Seu del Govern
El Govern d'Estònia té la seu a la Casa Stenbock —en estonià: Stenbocki maja—  un destacat edifici neoclásic situat a un turó de la part més antiga de Tallin, la capital de Estònia. Es la seu oficial i tant «Govern d'Estònia» com «Casa Stenbock» s'utilizan com metonímies.